# Carrier Air Wing 1
El Carrier Air Wing 1 (CVW-1) es un ala aérea embarcada de la Armada de los Estados Unidos; forma parte del Naval Air Force Atlantic y su base es Naval Air Station Oceana (Virginia). 

## Misión
Llevar a cabo operaciones de guerra aérea desde portaviones y apoyar en la planificación, control, coordinación e integración de los siete escuadrones del ala aérea en las operaciones de guerra aérea desde portaviones, incluyendo:
- La intercepción y destrucción de aeronaves y misiles enemigos en todas las condiciones meteorológicas para establecer y mantener la superioridad aérea local.
- Ataques ofensivos aire-superficie en cualquier condición de clima.
- Detección, localización y destrucción de buques y submarinos enemigos para establecer y mantener el control marítimo local.
- Provisión de inteligencia aérea fotográfica, de avistamiento y guerra electrónica para operaciones navales y operaciones conjuntas.
- Servicio de alerta temprana aerotransportada para las fuerzas de la flota y redes de alerta en tierra.
- Realización de contramedidas electrónicas aerotransportadas.
- Operaciones de reabastecimiento en vuelo para ampliar el alcance y la resistencia de las aeronaves del ala aérea.
- Realización de operaciones de búsqueda y rescate.

## Historia
Fue constituida en 1938 como grupo aéreo del portaaviones USS Ranger. Durante la Segunda Guerra Mundial, en el teatro de operaciones de África del Norte y Europa, tomando parte de las operaciones Torch (Marruecos, 1943) y Leader (Noruega, 1943). 
En la guerra de Vietnam, sus unidades combatieron con jets A-3 Skywarrior, A-4 Skyhawk, F-4 Phantom II y RF-8 Crusader desde el USS Franklin D. Roosevelt, sufriendo bajas a manos de la artillería norvietnamita. 
En 1986 participó del ataque a Libia con aviones F-14 Tomcat desde el USS America. En la guerra del golfo Pérsico (Irak, 1991) condujo operaciones en el golfo Pérsico y el mar Rojo. Posteriormente, le tocaron las operaciones Southern Watch (Irak) y Deliberate Force (Bosnia y Herzegovina).
A partir del siglo XXI, ya con aviones F/A-18 Hornet y EA-6B Prowler, tomó parte de las operaciones Enduring Freedom (Afganistán) e Iraqi Freedom (Irak).

## Fuerzas actuales

### Aeronaves de ala fija
- Boeing F/A-18 Super Hornet
- Boeing EA-18G Growler

### Aeronaves de alas giratorias
- Sikorsky MH-60R Seahawk
- Sikorsky MH-60S Seahawk